# Šnops
Šnops je igra s kartami, ki izvira iz nekdanjih avstro-ogrskih in nemških dežel. Igra naj bi dobila ime po istoimenski žgani pijači, ki je bila nagrada za zmagovalno igro.
Šnops se igra z dvajsetimi kartami.  Igra je menda nastala v 17. stoletju, igra pa se z  nemškimi kartami, ki jim na Slovenskem pravimo madžarske karte (želod, zelje, srce, buča) in francoskimi kartami (križ, pik, srce in karo). V igri lahko sodelujeta dva, trije, štirje ali pet igralcev.
Trije igralci:
- deliš 3,3,3 karte
- 2 v talon
- pa še 1x 3, 3, 3

Prvi igralec po delilcu iz prvih treh kart "rufa" aduta. Rufa katerokoli barvo (kara, križ, pik ali srce), tisto pač, ki misli, da mu bo največ prinesla. Barva, ki jo igralec rufa, pobere vse ostale barve.
Ta igralec potem igra sam. Če noben od ostalih dveh nič ne gre (durhmarš, berač, šnops), lahko zamenja dve karti iz talona, nato se igra začne. Igralec ki Rufa ima prednost odločanja igre, neglede na igro ki jo igra nasprotnik.
Štirje igralci:
- deliš 3, 3, 3, 3
- prvi po delilcu rufa, tokrat ne samo barvo (npr. srce 10)
- potem še po dve karti.

Igralec, ki ima rufano karto igra s tistim, ki je klical, kar se seveda vidi potem v igri. Potem se karte pač meče na mizo in tisti, ki ima najvišjo pobere. Igralci morajo dati karto iste barve. Če nimaš prave karte, moraš dat na mizo aduta in ta pobere vse karte.
Med igro lahko napoveš 20 ali 40. Če napoveš 20 ali 40 in v igri ne dobiš štiha se 20 ali 40 ne šteje.
- 20 dama in kralj iste barve, obe pokažeš in z eno od njiju začneš "štih"
- 40 isto v barvi aduta.

Seveda to storiš samo, kadar si na vrsti.
Dva igralca:
- deliš 3, 3
- vzameš eno karto, njena barva je zdaj adut (pri dveh igralcih se ne rufa)
- deliš 2, 2
- kup preostalih 9 kart daš na stran in na dno kupa daš karto aduta poševno na kup tako, da se vidi barvo aduta
- igralec, ki ni delil, je prvi na štihu
- če igrec “zapre” igro potem velja da more v vseh štihih pobrati dokler ne pride do 66
- po koncu vsakega kroga vsak igralec "kupi" eno karto iz kupa, da ima vsak vedno 5 kart.

Pet igralcev:
Igra je možna tudi, s petimi igralci, vendar se pri taki igri v kupček doda še "najnerje" (devetke)
Pravila za igro z petimi igralcemi so enaka, kot pri igri z štirimi, vendar, da so zraven še "najnerji"
Točke, ki jih s tem dobiš prišteješ končnemu seštevku (20 ali 40). Kdor dobi zadnji štih avtomatično zmaga, ne glede na prejšne štihe. Igre ti sploh ni potrebno igrati do konca, če že prej zbereš dovolj točk, pa na štihu moraš biti takrat, ko nehaš. Za zmago potrebuješ 66 pik. Asi štejejo 11 pik, desetke 10, kralji 4, dame 3, fantje 2, pa še 20 in 40 prišteješ če imaš.
Točke: 
- zmagovalec (ali dva) piše 3 točke, če soigralec (ali dva) ne dobita nobenega štiha,
- 2 točki, kadar zmaga, pa tisti, ki izgubi nima vode (ima dobljen štih, pa nima "vode" - 33 točk),
- 1 točko za zmago, ko tisti, ki izgubi ima "vodo".

Vsak, ne samo tisti, ki rufa, pa lahko napove tudi eno izmed naslednjih iger.
Šnops - 66 pik moraš zbrati v prvih treh štihih. Tisti, ki ne igra s tabo ne sme dobiti nobenega štiha.
Durhmarš - dobiti moraš vse štihe (Igra se brez adutov, adut ima isto vrednost kot ostale karte)
Berač - nihče ne sme imeti nižje karte iste barve od tebe; igralec ne sme dobiti nobenega štiha.
Paver - dobiti moraš vse štihe, igra se z aduti.
Tisti, igralec ki napove igro tudi začenja igro. Če napove več igralcev igro, ima prednost tisti igralec ki napove močnejšo igro.
Šnops je vreden 6 točk, durhmarš 7 točk, berač 9 točk in paver 12.
Če igralcu ne uspe izpeljati se ostalim igralcem pišejo vrednosti igre.
| karta | vrednost |
| ----- | -------- |
| as    | 11       |
| deset | 10       |
| kralj | 4        |
| dama  | 3        |
| fant  | 2        |